# Bernd Süßmuth
Bernd Süßmuth (* 1972) ist ein deutscher Wirtschaftswissenschaftler und derzeit Professor an der wirtschaftswissenschaftlichen Fakultät der Universität Leipzig sowie ebenda Direktor des Instituts für Empirische Wirtschaftsforschung.

## Veröffentlichungen
- Empirische Ökonomie. Eine Einführung in Methoden und Anwendungen, Springer textbook, 2010 (mit John Komlos)
- Business Cycles in the Contemporary World: Description, Causes, Aggregation, and Synchronization. Physica-Springer, Heidelberg, New York, 2002.